# أنصار الشريعة (ليبيا)
أنصار الشريعة أو تنظيم أنصار الشريعة أو (كتيبة) أنصار الشريعة في ليبيا هي ميليشيا إسلام سياسي تأسست في شهر أبريل من عام 2012 بعد نهاية الثورة الليبية بشهور وتدعو إلى «تحكيم الشريعة الإسلامية في ليبيا» حسب وصفها.
شارك أفراد منها في الثورة الليبية خصوصاً في معركة بنغازي الثانية في 19 مارس حيث أن أغلبهم من ميليشيا راف الله السحاتي ودرع ليبيا. أعضاء الميليشيا ليسوا جميعاً من الليبيين حيث أن بينهم أجانب من بلدان مجاورة وخاصة من حملة الجنسية التونسية. كما أنها لا ترفع العلم الوطني الليبي وتستبدله بالعلم الذي اشتهر به تنظيم القاعدة. تستفيد الميليشيا من غياب سلطة الأمن لدى الدولة الليبية. كذلك يعتبر محللون أن تنظيم أنصار الشريعة في ليبيا وتنظيم أنصار الشريعة في تونس تنظيم واحد من حيث «الأفكار الجهادية والتنسيق العملياتي والدعم المالي واللوجيستي». في حين أن تمويل التنظيم غير معروف يدعي أعضائها أنه يأتي عبر تبرعات، فيما جهر بعض التجار في مدينة بنغازي أنهم يدعمون التنظيم.
تُتهم بتورطها في عدد من الهجمات وعمليات الاغتيال في ليبيا ومن بينها الهجوم على البعثة الديبلوماسية الأمريكية في بنغازي مما أسفر عن مقتل السفير وثلاثة أعضاء آخرين في البعثة خنقا. تم تصنيفها من قبل الولايات المتحدة في 10 يناير 2014 بفرعيها في درنة وبنغازي كمنظمة إرهابية.
كما أدرجها مجلس الأمن التابع للأمم المتحدة على لائحة الإرهاب في 20 نوفمبر 2014.

## التأسيس
تأسس تنظيم أنصار الشريعة في شهر مايو من عام 2012 بعد الانفصال عن سرايا راف الله السحاتي التي شاركت في تأسيسها وكان أول ظهور إعلامي لها بعدما أقامت ملتقى لها أسمته «الملتقى الأول لنصرة الشريعة» والذي حضرته العديد من الكتائب الإسلامية ذات التوجه ذاته من مدن ليبية كدرنة، مصراتة وسرت. حيث قامت تلك الميليشيات بالتجمع في إحدى ضواحي بنغازي والدخول معاً بمسلحيها وسياراتها التي تحمل أسلحة شبه ثقيلة، رافعةً علم التنظيم، ما آثار حينها استياء من قبل مواطني المدينة.

## الهيكل التنظيمي
لا يعرف الكثير عن الهيكلية التنظيمية لميليشيا أنصار الشريعة إلا ما ظهر منها ومنهم قائدها محمد علي الزهاوي.
وتوجد لجنة شرعية بالكتيبة تهتم بضبط الكتيبة شرعيا ويترأسها ناصر الطرشاني.
وللكتيبة جناح دعوي وخيري وهذا القسم يهتم بعقد الملتقيات الدعوية وتوزيع المساعدات على أسر محتاجة وبعض المشاريع الخيرية ومن بينها عيادة متخصصة (بفك السحر والشعوذة) كما يملك التنظيم شركة اعلام دعائي تعرف باسم (مؤسسة الراية للإنتاج الاعلامي) وهي المتحدث الرسمي باسم أنصار الشريعة في ليبيا.

## أفرع
يوجد فرعان لأنصار الشريعة خارج مدينة بنغازي هما أنصار الشريعة في سرت وأنصار الشريعة في اجدابيا.
تأسس فرع سرت في 28 يونيو 2013 في مدينة سرت بعد إلغاء اللجنة الأمنية وانضمامها لأنصار الشريعة وتغيير اسمها إلى (أنصار الشريعة سرت)
وكان آمر الفرع وقتها أحمد علي التير المكنى «أبو علي». فيما الشيخ فوزي العياط هو المتحدث الرسمي باسم أنصار الشريعة - سرت وهو أيضا عضو في مكتب أوقاف سرت. فيما تأسس فرع أنصار الشريعة - اجدابيا في 4 أغسطس 2013.

## اشتباكات أنصار الشريعة وكتيبة شهداء الزاوية
- في صباح يوم الإثنين 29 يوليو 2013 وقع اشتباك مسلح بين كتيبة شهداء الزاوية التابعة للجيش الليبي داخل مدينة سرت وحصلت اشتباكات بين الطرفين خلفت قتيلين وعدة جرحى، قامت إثرها كتيبة شهداء الزاوية بقصف مقر أنصار الشريعة في سرت. وكانت هذه الاشتباكات الأولى التي تحصل بين كتيبة أنصار الشريعة في سرت والجيش الليبي.
- بعد مرور أيام على الاشتباكات وبالتحديد في مساء يوم السبت 23 أغسطس لقي أمير ميليشيا أنصار الشريعة في سرت أحمد علي التير المكنى «أبو علي» حتفه متأثراً بجراحه.

## اشتباكات أنصار الشريعة مع الجيش الليبي في بنغازي
وقعت اشتباكات مسلحة منذ الساعات الأولى من صباح الاثنين 25 نوفمبر 2013 بين كتيبة الصاعقة وكتيبة أنصار الشريعة في بنغازي وتوسعت بين عدة مناطق في المدينة آهلة بالسكان، حيث بدأت بعد أن تم استهداف إحدى دوريات القوات الخاصة والصاعقة كانت متمركزة في جزيرة دوران منطقة البركة وسط المدينة بالقرب من مقر جماعة أنصار الشريعة. لتمتد الاشتباكات حتى منتصف النهار في مناطق متعددة من المدينة مخلفةً عدداً من القتلى والجرحى.
وبعد أيام في 28 نوفمبر استهدفت قوة من مشاة البحرية الليبية كانت تنقل أشخاص قبض عليهم حيث قتل 3 بينهم ضابطين من المشاة إضافة لجريحين.

## عملية الكرامة
في صباح الجمعة 16 مايو 2014 أمر اللواء خليفه حفتر، وكان حينها خارج عن سلطة المؤتمر الوطني السلطة التشريعية الوحيدة في ليبيا وهجم على الثوار والميليشيات التي تنشط في بنغازي ومن بينها أنصار الشريعة وميليشيا 17 فبراير وراف الله السحاتي والمتهمة بالتورط بعمليات الاغتيال والتفجيرات التي كانت غير معروفة الفاعل والتي حدثت في الشرق الليبي وتحديدا بمدينتي بنغازي ودرنة.

## هجمات يوليو 2014
قامت ميليشيا أنصار الشريعة بالتعاون مع ميليشيا درع ليبيا 1 والتي يقودها وسام بن حميد بالهجوم على معسكرات القوات الخاصة التابعة للجيش الليبي في مدينة بنغازي في رمضان 2014. الهجوم الذي أسفر عن وقوع عشرات القتلى والجرحى من الطرفين أسفر كذلك عن وقوع قتلى وجرحى بين المدنيين وتدمير ممتلكات عامة وخاصة جراء القذائف العشوائية والأسلحة المستخدمة في الهجوم.
في 24 أغسطس قرر مجلس النواب الليبي وهو أعلى سلطة تشريعية منتخبة في ليبيا اعتبار تنظيم أنصار الشريعة إضافة لجماعة (فجر ليبيا) اعتبارها (جماعات إرهابية خارجة عن القانون ومحاربة لشرعية الدولة).
كما أكد مجلس النواب، في بيانه أن «الحرب الدائرة الآن في البلاد هي حرب بين الدولة الليبية ومؤسساتها الشرعية، يقودها أبناؤنا من جنود وضباط الجيش ضد جماعات إرهابية خارجة عن القانون والشرعية»، كما أعلن المجلس ادانته لكامل أعمال الحرب والإرهاب التي تشنها الجماعات المهاجمة لمدينة طرابلس والمحاربة في مدينة بنغازي، مؤكدا على أنه سيسعى بكل ما في وسعه من جهد وإمكانات لإنهاء هذه الحرب بأسرع وقت ممكن.
كذلك تسبب تمترس أعضائها وسط الأحياء المدنية في عدة مناطق من بنغازي بسلاحهم في تهجير ونزوح عدد كبير من السكان وأيضاً تدمير واسع في الممتلكات العامة والخاصة في المعارك بينهم وبين الجيش.